# Neoterebra bridgesi
Neoterebra bridgesi é uma espécie de gastrópode do gênero Neoterebra, pertencente a família Terebridae.